# Carole Épée
Carole Épée, née en 1979, est une biologiste camerounaise. 
Elle est directrice générale de  Willis Towers Watson Cameroun (ex-Gras Savoye Cameroun) depuis le 13 avril 2021.

## Biographie

### Enfance et formation
Carole Epée est née en 1979,,. Elle fait son parcours scolaire au Cameroun.  De 1991 à 1994, elle fréquente au lycée Joss de Douala. Après le Cameroun, elle poursuit ses études en France, majoritairement dans la ville de Lille. Elle est élève au lycée Camille Claudel de 1995 à 1997. Après son baccalauréat, elle s'inscrit en faculté de biologie de l'Université Lille-l, elle y est étudiante de 1997 à 2002. Elle passe Polytech’Lille et y fréquente de 2002 à 2003 et  obtient une maîtrise en biologie. Elle est également titulaire d’un Master en Qualité et Marketing de l’Université des Sciences et Technologies de Lille,,. Elle retourne au Cameroun après ses études pour entamer une carrière professionnelle.

### Carrière
Carole intègre le Crédit lyonnais Cameroun en qualité de Responsable Qualité, ensuite, elle rejoint Maersk Sealand comme Responsable Marketing. En septembre 2006, elle quitte Maersk Sealand pour AES Sonel en qualité de Head of HSE Reporting. Elle est chargée au sein de l’entreprise de la formation des agents et des cadres de cette entreprise. Elle est promue Apex Supervisor. Avec les mouvements d’AES Sonel, sur Eneo Cameroun en 2014, elle devient Manager Qualité et Organisation chargée de la restructuration, de l’optimisation et de l’amélioration. Après avoir passé dix ans dans la précédente entreprise, en 2016, elle rejoint Willis Towers Watson en tant que Health Manager. Le 13 avril 2021, elle devient directrice Générale de Willis Towers Watson Cameroun,,. 